# Kazimierz Pomorski (przystanek kolejowy)
Kazimierz Pomorski – nieczynny przystanek kolejowy w Kazimierzu Pomorskim, w województwie zachodniopomorskim, w Polsce.
Budynek dworca rozebrano, ponieważ kierowcy przejeżdżający przez przejazd kolejowo-drogowy mogli nie widzieć nadjeżdżającego pociągu.